# Historia komunikacji miejskiej w Olsztynie
System komunikacji miejskiej w Olsztynie istnieje od 1907 roku. W latach 1907–1965 w jego skład wchodziły linie tramwajowe, w latach 1939-1971 również trolejbusowe, od 19 grudnia 2015 ponownie wprowadzono tramwaje. 

## Lata 1907-1939
- 15 grudnia 1907 - Uruchomienie trakcji tramwajów elektrycznych. Uruchomiono linię nr 1 (Dworzec Główny - most Św. Jana na Łynie) – o długości 2,3 km i linię nr 2 (1 Maja - Jakubowo) o długości 2,44 km.
- 19 kwietnia 1908 - Przedłużenie linii nr 1 do Placu Roosevelta.
- 9 grudnia 1909 - Do użytku oddana została inna trasa linii nr 1: od mostu Św. Jana do pętli naprzeciw Dworca Zachodniego - długość linii 2,72 km.
- 1910 - Wprowadzenie biletów i konduktorów.
- Ostatnie lata I wojny światowej - Do pracy zaczęto przyjmować kobiety.
- 1930 - Przedłużenie linii nr 1 do Alei Przyjaciół. Zlikwidowano odcinek linii biegnący przez ulicę Jagiełły do Dworca Zachodniego. Nowa trasa biegła wzdłuż ulicy Grunwaldzkiej, następnie tunelem i ulica Bałtycką do Alei Przyjaciół.
- 1934 - Tramwaj linii nr 1 kursował co 7,30 minut. Na linii nr 2 co 15 minut. Prędkość tramwajów wynosiła 11,5 km/h.
- 2 stycznia 1939 - MZK wprowadziły próbne połączenia omnibusowe, których trasa zaczynała się w centrum miasta, a prowadziła do Osiedla Mazurskiego.

## Lata 1939-1945
- 1 września 1939 - Uruchomienie pierwszej linii trolejbusowej na linii: Dworzec Główny - Osiedle Mazurskie. Kursowało na niej 5 trolejbusów (posiadały 28 miejsc siedzących i 17 stojących). Częstotliwość jazdy wynosiła 15 minut. Uruchomiono druga linię Pl. Roosevelta - Jagiellończyka - koszary wojskowe.
- 1940 - Uruchomienie dwóch linii autobusowych: - Dworzec Główny - Fabryka mebli przy ul. Podleśnej - Kolonia Mazurska - Jakubowo. Likwidacja linii tramwajowej Plac Wolności - Jakubowo.
- 1943 - Na trasę tramwaju nr 2 wprowadzono trolejbus, kursujący do Osiedla Mazurskiego. Po ulicach Olsztyna kursowały również trolejbusy ciężarowe, dowożące węgiel do gazowni.
- 22 stycznia 1945 Rosjanie wchodzą do Olsztyna, bestialsko grabiąc i podpalając całe miasto (spłonęło 1040 kamienic).
- październik 1945 - W Wojewódzkim Zarządzie Przemysłu Terenowego zdecydowano o odbudowie poniemieckiego zaplecza technicznego i uruchomieniu komunikacji miejskiej. Państwowym Warsztatom Mechanicznym zlecono remont wozów tramwajowych. Brygada remontowa sieci trakcyjnej dokonała sprawdzenia i naprawy linii, a budowlana zajęła się odbudową spalonej zajezdni tramwajowej przy al. Wojska Polskiego.

## Lata 1946-1989
- 30 kwietnia 1946 - Uruchomiono pierwszą powojenną linię tramwajową, od Jeziora Długiego do Dworca Głównego. Długość trasy: 3 km 280m, częstotliwość przejazdów: co 54 min.
- 1 maja 1946 - Powołano w ramach Dyrekcji Przedsiębiorstw Miejskich, Miejskie Zakłady Komunikacyjne. Pierwszym dyrektorem został inż. Ludwik Zaleski. Załoga liczyła 30 osób.
- 26 maja 1946 - Wprowadzenie drugiego tramwaju na linii nr 1.
- 28 czerwca 1946 - Uruchomienie drugiej linii tramwajowej - nr 2, trasa Ratusz - Stadion Leśny. Długość trasy: 2 km 300 m, częstotliwość przejazdów: co 27 min.
- 19 września 1946 - Oddano do użytku linie autobusową z Kolonii Mazurskiej na Zatorze.
- 10 grudnia 1946 - Wznowienie komunikacji trolejbusowej - Osiedle Mazurskie - Pl. Roosevelta.
- 1947 - Olsztyn posiadał 3 linie komunikacyjne, 6 pojazdów tramwajowych i 3 trolejbusy.
- 28 stycznia 1948 - Oddanie do użytku nowej linii trolejbusowej na trasie Plac Roosevelta - Kortowo, długość linii: 12 km 80m - kursowały na niej trzy wozy.
- 1949 - Uruchomiono trolejbus towarowy wożący węgiel z ulicy Lubelskiej do gazowni przy ulicy Knosały. Uruchomiono linię autobusową Plac Roosevelta - Zatorze.
- 1954 - Następuje usamodzielnienie się komunikacji miejskiej. Powołano Miejskie Przedsiębiorstwo Komunikacyjne, podległe Miejskiej Radzie Narodowej. Przedsiębiorstwo posiada 33 pojazdy i obsługuje 6 linii.
- 1959 - Długość tras komunikacyjnych wynosi 43 km, w tym: tramwajowych 6 km, trolejbusowych 10 km i autobusowych 27 km. Funkcjonuje 8 linii, z czego: 2 tramwajowe, 2 trolejbusowe i 4 autobusowe. Przewieziono 16 mln pasażerów.
- 20 listopada 1965 - Likwidacja trakcji tramwajowej.
- 31 lipca 1971 - Likwidacja trakcji trolejbusowej.
- 17 stycznia 1971 - Przeniesienie mienia przedsiębiorstwa do nowo wybudowanej bazy przy ulicy Kołobrzeskiej 40.
- 1 września 1971 - Likwidacja obsługi konduktorskiej. Autobusy wyposażono w kasowniki.
- 1 lipca 1975 - Przekształcenie przedsiębiorstwa w jednostkę o zasięgu wojewódzkim i przejście pod nadzór wojewody Olsztyńskiego. Przedsiębiorstwo zmienia firmę na Wojewódzkie Przedsiębiorstwo Komunikacji Miejskiej w Olsztynie. W jego skład, poza siedzibą w Olsztynie, wchodzą zakłady w: Ostródzie, Kętrzynie i Mrągowie, a od stycznia 1978 r. nowo powołany zakład w Szczytnie. W strukturze wojewódzkiej przedsiębiorstwo posiadało 178 autobusów, autobusów tym: 149 w Olsztynie, 13 w Ostródzie, 11 w Kętrzynie, 3 w Mrągowie i 2 w Szczytnie.

## Lata 1989-2024
- grudzień 1990 - Przedsiębiorstwo podzielono na 5 samodzielnych jednostek. Z dniem 31 grudnia 1990 utworzono Przedsiębiorstwo Komunikacji Miejskiej w Olsztynie, której organem założycielskim jest w dalszym ciągu Wojewoda Olsztyński.
- 22 maja 1991 - Przedsiębiorstwo zostaje przekazane Zarządowi Miasta Olsztyn.
- 28 grudnia 1992 - Podpisanie aktu notarialnego przekształcającego przedsiębiorstwo w jednoosobowa spółkę gminy z ograniczona odpowiedzialnością.
- 1 marca 1993 - Powołanie Miejskiego Przedsiębiorstwa Komunikacyjnego Spółka z o.o. - podległego Gminie Olsztyn.
- 1995 - Komunikacja dysponuje 156 autobusami. Podstawowy tabor to Jelcz PR 110 i PR 121M oraz Ikarus 280. Jest też 9 autobusów Renault i 6 typu Jelcz M11 i L11. Przedsiębiorstwo obsługuje 26 linii o długości 280,5 km.
- 2000 - Przewozy pasażerskie realizowane są na 32 liniach komunikacyjnych (27 normalnych, 1 pośpieszna, 1 nocna, 2 mikrobusowe uzupełniające), 26 to linie miejskie oraz 6 miejsko-podmiejskich do: Barczewa, Dywit, Klewek, Różnowa, Słup, Kieźlin. Długość linii - 384,7 km, długość tras 144,9 km. Eksploatowano 158 pojazdów, do ruchu było kierowanych 124. Wykonano 8.630,9 tys. wozokilometrów, przewieziono 45.303,1 tys. pasażerów.
- 1 września 2003 - Wprowadzenie drugiej linii nocnej 101
- 30 września 2003 - Przewozy pasażerskie realizowane są na 34 liniach komunikacyjnych tego 30 linii zwykłych i uzupełniających, 1 dziennej pośpiesznej, 2 liniach nocnych i 1 sezonowej. 25 to linie miejskie oraz 6 miejsko-podmiejskich (Barczewo, Dywity, Jonkowo, Klewki, Różnowo, Słupy, Kieźliny i Zalbki). Długość linii komunikacyjnych - 380,1 km, długość tras 144,9 km. Eksploatowano 160 pojazdów, do ruchu było kierowanych 134.
- 2005 - zakupiono 10 autobusów niskopodłogowych marki Scania Omni City oraz 10 marki Solbus b9,5.
- 1 września 2005 - zmieniono trasy większości linii autobusowych.
- 16 grudnia 2006 - przyjeżdżają niedawno zakupione autobusy marki Solaris Urbino 18. Są to pierwsze w Polsce autobusy spełniające normę Euro 5. Łącznie jest ich osiem.
- 31 maja 2007 - likwidacja starej pętli w Kortowie oraz otwarcie nowej w Starym Dworze.
- 1 września 2007 - obchody 100-lecia komunikacji miejskiej w Olsztynie.
- grudzień 2007 - zakupiono 10 autobusów marki Solaris Urbino 12.
- 3 lutego 2010 - na ulice miasta wyjechały pierwsze dwa z zakupionych 10 używanych pojazdów marki MAN NL263.
- 1 stycznia 2011 - Powstaje Zarząd Komunikacji Miejskiej w Olsztynie, który przejmuje od MPK Olsztyn administrację nad całą siecią (liniami) autobusową.

- 27 czerwca 2011 - Urząd Miasta podpisał umowę na zaprojektowanie i wybudowanie linii tramwajowej z Dworca Głównego do Jarot wraz z ulicą Obiegową z hiszpańskim przedsiębiorstwem FCC Construccion. Trasa ma przebiegać ulicami: Kościuszki, Żołnierską, Obiegową, Sikorskiego, Płoskiego, Witosa. Dodatkowo ma posiadać 3 odnogi:
  - techniczną do zajezdni przy ulicy Kołobrzeskiej 40 ulicami Dworcową i Towarową
  - jednotorową do Kortowa od ulicy Sikorskiego wzdłuż ulicy Tuwima
  - jednotorową do Wysokiej Bramy od ulicy Piłsudskiego ulicami Piłsudskiego i 11. Listopada.

- 12 września 2012 - Rozpoczęto budowę pierwszego odcinka linii tramwajowej wzdłuż ulicy Płoskiego. 700-metrowy odcinek ma zostać zbudowany do końca 2012 roku.
- 21 września 2012 - Urząd miasta podpisał umowę na dostarczenie 15 dwukierunkowych tramwajów z przedsiębiorstwem Solaris.
- 1 lipca 2013 - Zarząd Komunikacji Miejskiej, Miejski Zarząd Dróg i Mostów i Zarząd Zieleni Miejskiej zostały połączone w Zarząd Dróg, Zieleni i Transportu w Olsztynie (ZDZiT Olsztyn). ZDZiT przejął wszystkie prawa i obowiązki jednostek, które weszły w jego skład.
- 19 grudnia 2015 - Uruchomienie linii tramwajowej nr 1 Wysoka Brama – Kanta
- 27 grudnia 2015 - Uruchomienie linii tramwajowej nr 2 Dworzec Główny – Kanta
- 31 grudnia 2015 - Uruchomienie linii tramwajowej nr 3 Dworzec Główny – Uniwersytet-Prawocheńskiego
- 1 września 2018 - Uruchomienie linii autobusowej nr 129 Pl. Roosevelta - Gryźliny
- 20 września 2018 - Zarząd Dróg, Zieleni i Transportu w Olsztynie w trybie natychmiastowym wypowiedział umowę świadczenia usług transportu publicznego konsorcjum KDD/Blue Line. Bezpośrednią przyczyną tych działań było niezrealizowanie w czwartek żadnego z kursów autobusowych przypisanych operatorowi[1].
- 1 października 2018 - Wydłużenie wybranych kursów linii 110 do Spręcowa i linii 129 do Olsztynka.
- 1 czerwca 2019 - Uruchomienie linii 114 z Dworca Głównego przez Wójtowo do Barczewa oraz linii 124 z Dworca Głównego przez Nikielkowo do Barczewa i wydłużenie wybranych kursów linii 107 do Słonecznej Polany.
- Grudzień 2023- pierwszy przejazd tramwajów z krańcówki na Pieczewie w kierunku Centrum
- 1 stycznia 2024- rozpoczęcie kursowania linii tramwajowej 4 i 5